# تبة باشي (غرمي)
تبه باشي (بالإنجليزية: Tappeh Bashi, Ardabil)‏ هي منطقة سكنية تقع في أردبيل في إيران. يقدر عدد سكانها بـ 110 نسمة .